# Idioma wuliwuli
Wuliwuli (también Wuli Wuli, Wulli Wulli) es una lengua aborigen australiana extinta de la familia de lenguas pama-ñunganas hablada antiguamene por el pueblo Wulli Wulli en Queensland , Australia. La región del idioma Wulli Wulli incluye el paisaje dentro de los límites del gobierno local de la Consejo Regional de North Burnett, particularmente la ciudad de Eidsvold y el Río Auburn cuenca de captación, incluidas las propiedades de Walloon, Camboon y Hawkwood. Wuliwuli se considera un dialecto del Wakka Wakka.

## Vocabulario
Algunas palabras del idioma Wulli Wulli, tal como lo escriben y escriben los autores de Wulli Wulli, incluyen:
- Ban: hierba
- Djigum: sol
- Dungir: río
- Gahr: equidna
- Gamba dunba: buen día
- Goolah: koala
- Gung: agua
- Gunyar: pájaro
- Guraman: canguro
- Guyu: pez
- Moran: casa/campamento
- Nyilung: tierra
- Wangun: serpiente